# Monochrome Malerei

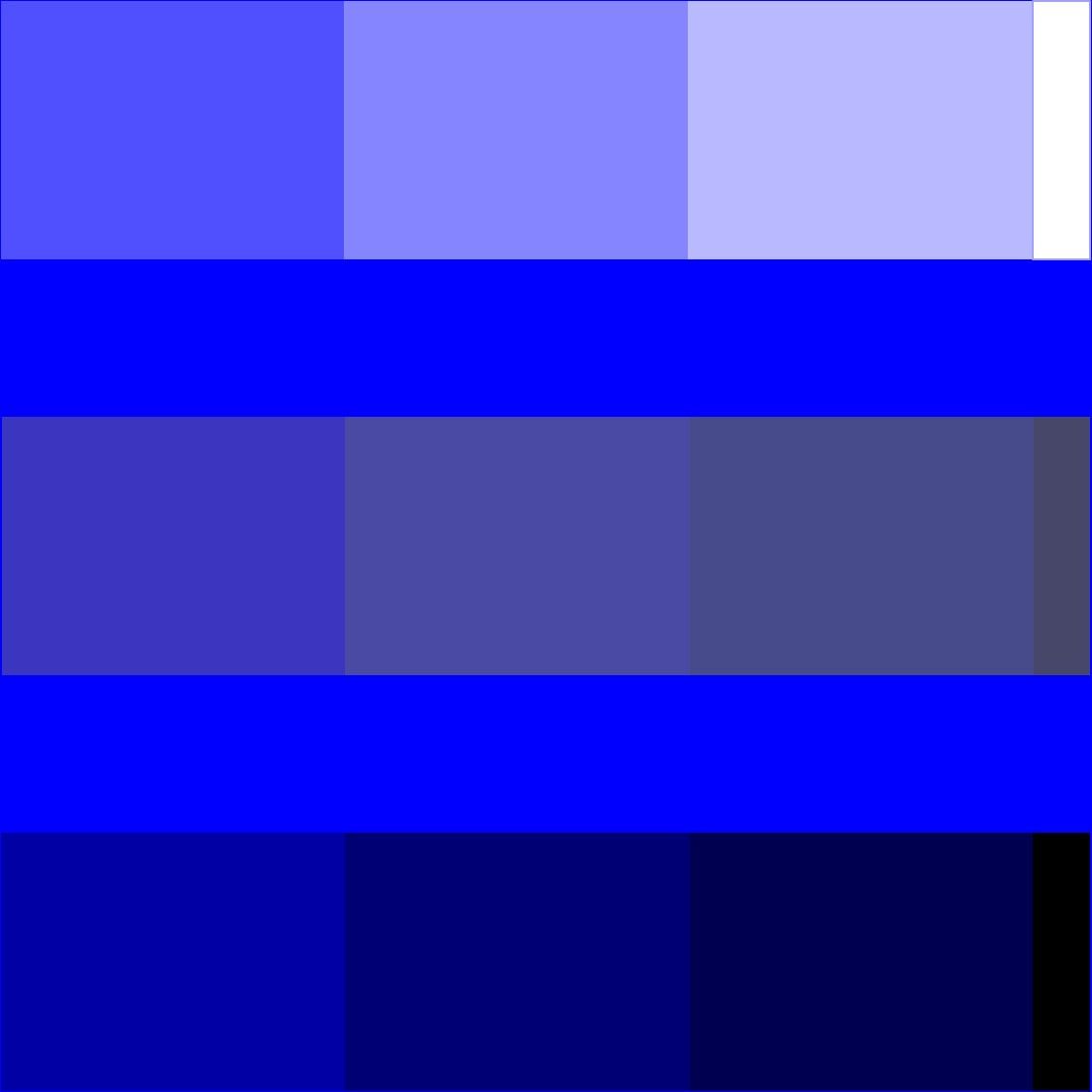
Beispiel-Grafik zur Monochromie; Blau, kombiniert mit Hellblau, Blaugrau und Dunkelblau

Die monochrome Malerei, auch Monochromie (Einfarbigkeit, einfarbiges Farbschema, Einfarbmalerei, monochromatische Farbharmonie, monochromatisches oder monochromes Farbschema) bezeichnet eine Farbbeziehung (Farbzusammenstellung), bei der einer einzigen Farbe eine das Werk beherrschende Bedeutung zukommt. Man verwendet eine Farbe als Basisfarbe (Akzentfarbe, Basiston, dominante Farbe, Grundton, Hauptfarbe) und ergänzt sie meist mit hellklaren (verweißlicht, weiß-aufgehellt), grau-getrübten (vergraut) oder dunkelklaren (verdunkelt, schwarz-abgedunkelt) Nuancen dieser Farbe. Kontraste sind im Allgemeinen schwach oder gar nicht vorhanden. Ein Beispiel ist Blau, kombiniert mit Hellblau, Graublau, Dunkelblau und entsprechenden Zwischentönen.

## Begrifflichkeit
Die Bezeichnung Monochromie kommt vom altgriechischen μὀνος, monos = „einzig“ und χρῶμα, chroma = „Farbe“. Bereits der römische Schriftsteller Plinius der Ältere (23/24 n. Chr. – 79 n. Chr.) benennt Monochromata als Terminus technicus der Malerei. Der Begriff bezog sich damals hauptsächlich auf Malereien in Rot auf weißem Grund (singulis coloribus). 

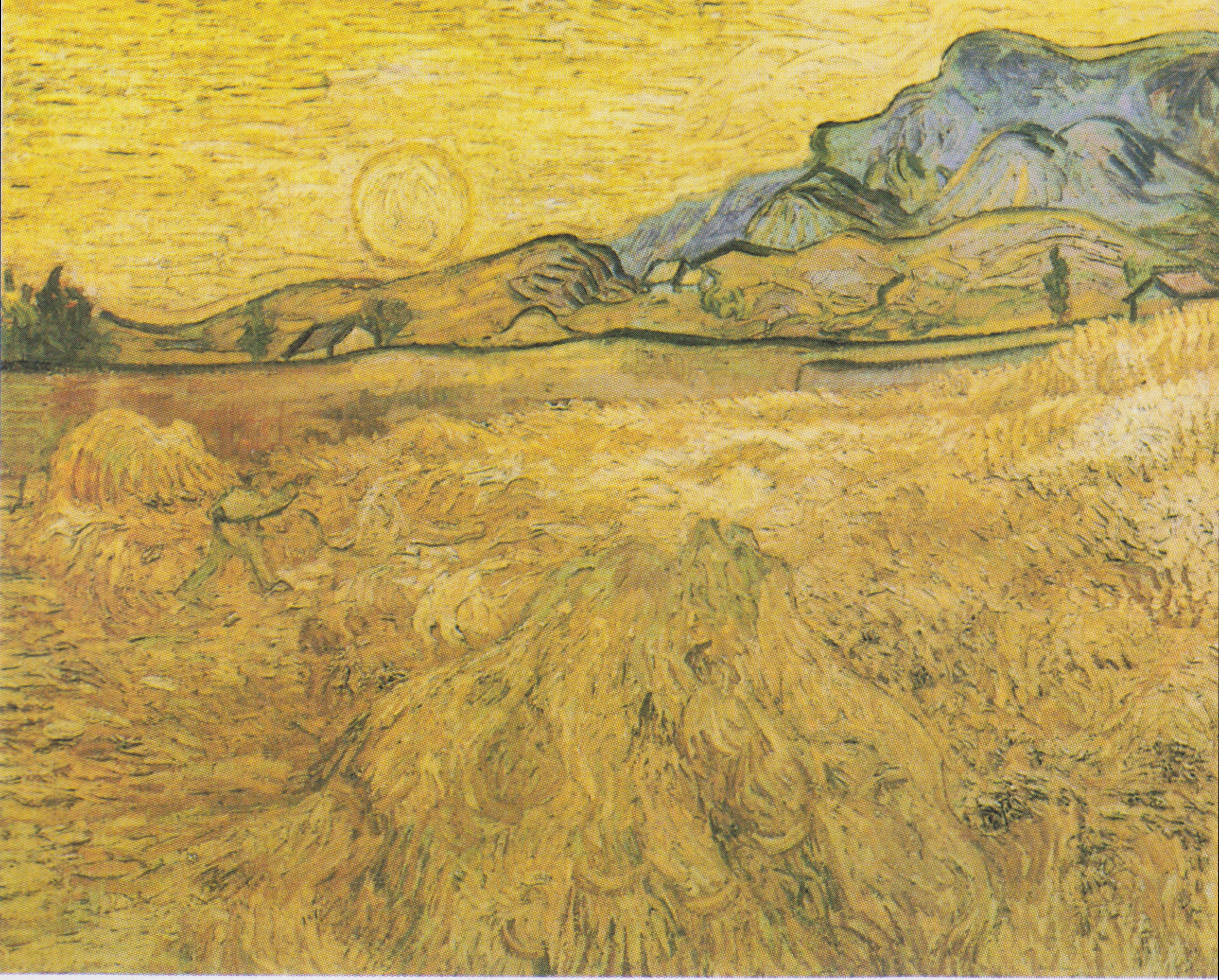
Monochromie in Gelbtönen; Vincent van Gogh: Weizenfeld mit Schnitter, 1889

Die Monochromie lässt sich auf alle Bereiche anwenden, bei denen Farbe eine Rolle spielt, zum Beispiel auf Architektur, Design, Film, Fotografie, Kunst, Kunsthandwerk, Natur, Ornamentik, Werbung oder Wohnungseinrichtungen. Nicht unter diesen Begriff fallen graphische Werke, wobei aber Lavierungen in Tusche als Grenzfall angesehen werden, so etwa die chinesische Tuschmalerei.
Allgemein können bei einer Farbbeziehung die Farben gleich, verwandt oder kontrastierend sein. Bei der Monochromie sind sie verwandt. So kann man auch von einer monochromen Farbverwandtschaft sprechen. Verwandt sind auch die Farben bei der Ton-in-Ton-Malerei (analoge Farbbeziehung). Allerdings beschränkt man sich bei ihr beispielsweise nicht auf Ultramarinblau, sondern verwendet Cyan, Ultramarinblau und Blauviolett samt Hellblau, Graublau, Dunkelblau und allen Zwischentönen. Insofern stellt die Monochromie eine spezielle Form der Ton-in-Ton-Malerei dar. Die Monochromie ist der Gegensatz zur Polychromie (Vielfarbigkeit).

## Modulierte und radikale Monochromie

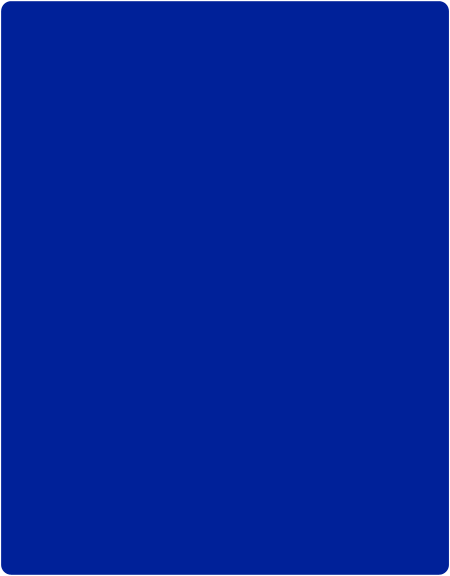
Farbengleichheit in Blau; Grafik nach: Yves Klein: Blue Monochrome, 1961

Pablo Picasso malte in seiner Blauen Periode (1901–1905) monochrome Bilder in Blau. Die Künstler des Kubismus (ca. 1907–1925) wenden die Monochromie in ihren Gemälden an, indem sie ihre splittrigen Formen und quaderförmigen Strukturen in erdigen Grau-Brauntönen und Hell-Dunkel-Schattierungen malen. Kasimir Malewitsch (1878–1935) stellte ab 1915 mehrere Gemälde mit dem Titel Das Schwarze Quadrat her. In der modernen Kunst ist die Farbfeldmalerei weitgehend eine monochrome Malerei.
Zu den wichtigsten Vertretern der deutschen monochromen Malerei gehörte Raimund Girke. In einem großen Artikel des zeitmagazin, einer Beilage der Wochenzeitung Die Zeit, wurde er einmal als „Der weiße Riese“ bezeichnet, was mit seiner 1957 begonnenen Beschränkung auf die Farbe Weiß zusammenhängt, die er fortan nur noch in geringem Maße modulierte, erst sehr konstruktiv, häufig auf Grundformen wie Kreis und Quadrat beschränkt, später auch freizügiger mit starkem Hang zur gestischen Malerei. Aber immer war die Farbe auf Weiß und Abtönungen des Weiß ins Graue und Blaue beschränkt.
Die Farbengleichheit ist eine seltene, spezielle Form der Monochromie, in der nur eine einzige Farbe ohne Schattierungen und Variation vorhanden ist. Diese einzige Farbe besitzt keine Beziehung zu einer anderen Farbe, sondern nur zum Hintergrund oder zur Umgebung. Besonders in einer riesigen Farbfläche wirkt die Farbe für sich alleine. Nach 1945 wurde eine gegenstandslose Monochromie zum Statement des Neuanfangs, das auf den Kulturbruch des Zweiten Weltkriegs reagierte. Diese Reduktion auf eine Farbe radikalisierte den Weg der modernen Malerei vom Gegenstand, vom Sujet zur reinen Form und grenzte sich damit von den Erwartungen vieler Rezipienten ab, die mit offensivem Unverständnis oder Aggression regierten.
Ein Beispiel für die radikale Monochromie sind die Gemälde von Yves Klein (1928–1962) in seinem typischen, internationalen Klein-Blau (International Klein Blue (IKB) ). Eine Fläche in einer einzigen Farbe kann monoton, langweilig wirken, aber auch beruhigend, meditativ, konzentriert und phantasieanregend.
Yves Klein, Robert Rauschenberg, Barnett Newman und andere, die mit ihren monochromen Bilder die Malerei zu einem hermetischen Endpunkt führten, erlebten in Ausstellungen ihrer Bilder Gelächter, Spott und Vandalismus: Die Verletzung der „mentalen Integrität“ der Rezipienten führte bei Newmans Wer hat Angst vor Rot, Gelb und Blau mehrfach zu Versuchen der Zerstörung des Werkes.

## Achromatische Farbverwandtschaft

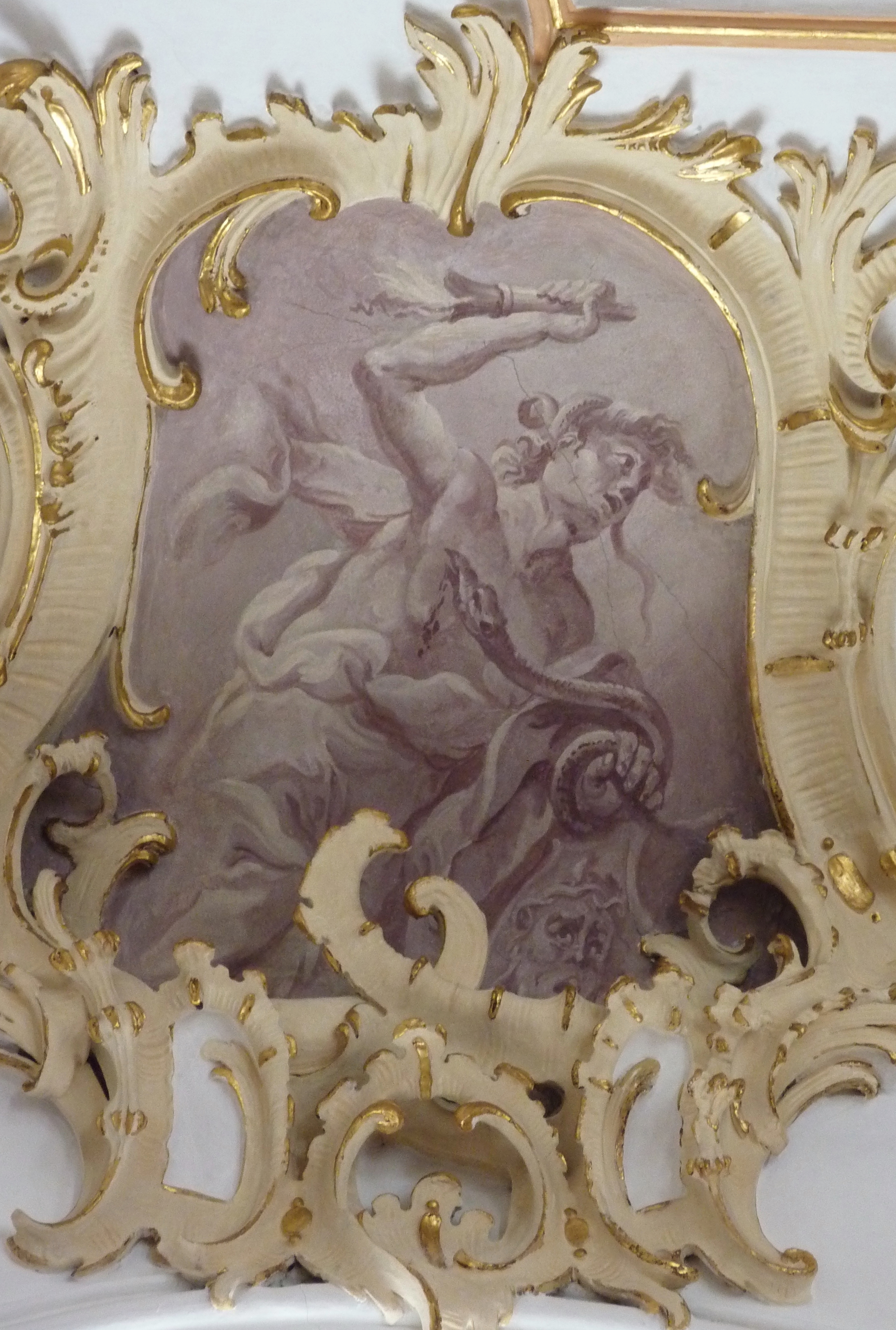
Achromatische Farbverwandtschaft in Grautönen, Grisaille; Deckenfresko in der Pfarrkirche St. Michael in Lutzingen

Die achromatische Farbverwandtschaft (achromatisches Farbschema, Graustufenfarben, Hell-Dunkel-Farbschema, neutrales Farbschema, ungesättigtes Farbschema) ist eine spezielle Form der Monochromie. Sie besitzt die Basisfarbe Grau, ergänzt durch unterschiedliche Schattierungen. Typische Beispiele sind Grisaillen, Schwarzweißfotos oder lavierte Zeichnungen. Achromatische Farbverwandtschaften können deprimierend, emotionslos, hoffnungslos, konservativ, langweilig, aber auch elegant, sachlich und zurückhaltend wirken.

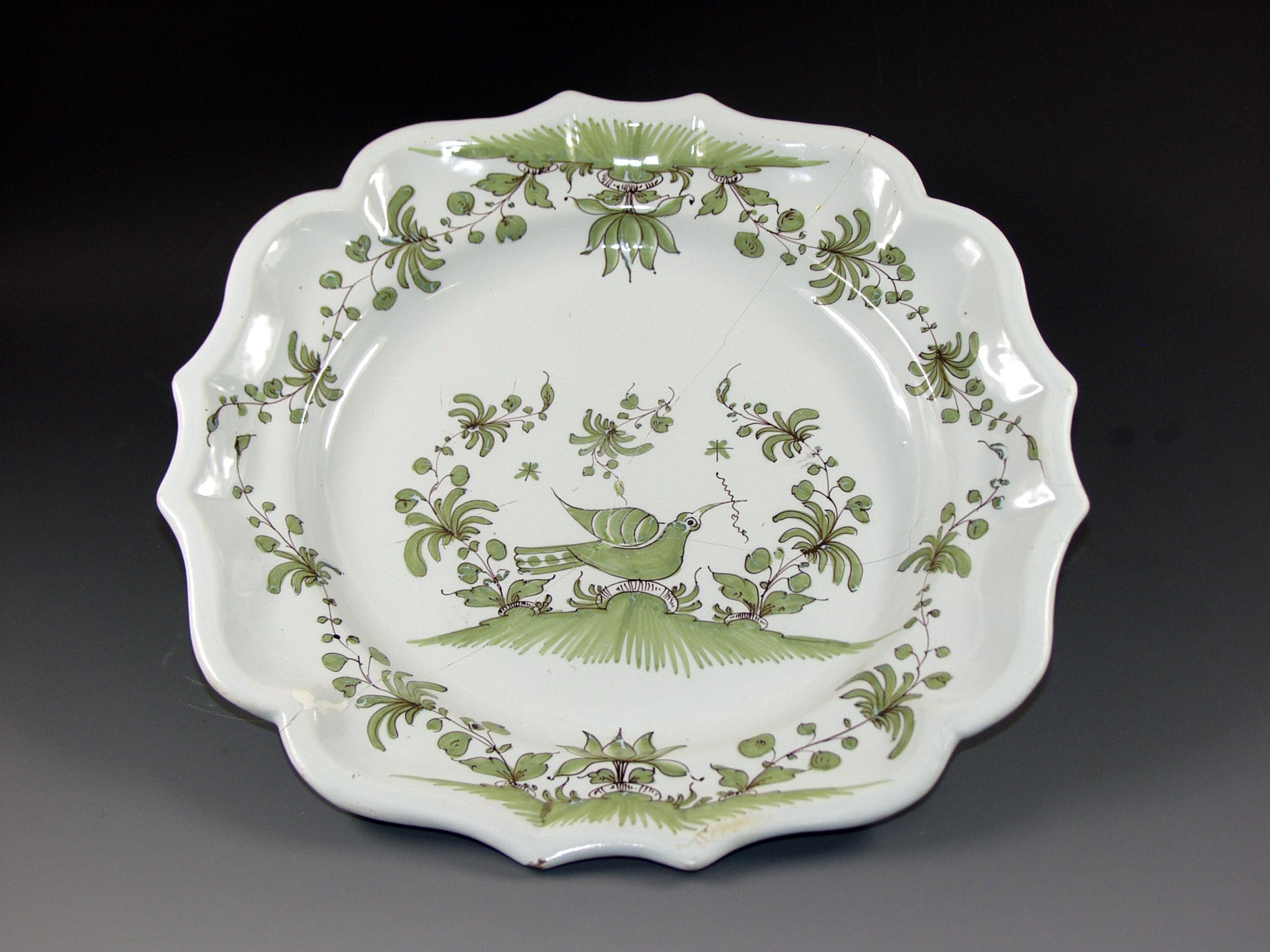
Camaïeu in Grüntönen; Porzellanteller mit Taube in Camaïeu-Malerei

## Camaïeu
Die Bezeichnung Camaïeu stammt vom französischen „peinture en camaïeu“ („gemalt wie eine Kamee“). Die Camaïeu bezeichnet eine Monochromie, die vor allem dekorativen Zwecken dient, wie zum Beispiel in der Porzellanmalerei. Man verwendet nur eine Farbe mit unterschiedlichen Abtönungen. Häufig werden Blau, Eisenrot, Kupfergrün, Purpur (Magenta) und Sepia verwendet. Die Camaïeu ist möglich in allen Maltechniken und auf verschiedenen Malgründen wie Glas, Holz, Leinwand und Porzellan. Besonders häufig ist die Malerei Grau in Grau, die als Grisaille bezeichnet wird. Verwendet man ausschließlich Gelbtöne, so nennt man diese Unterart Cirage. Sind nur Blautöne vorhanden, spricht man von Blaumalerei.